# Коновалов, Павел Трофимович
Павел Трофимович Коновалов (род. 1960) — советский спортсмен, легкоатлет; мастер спорта СССР международного класса.

## Биография
Родился 13 февраля 1960 года в Ростовской области.
После окончания школы получил высшее образование.
Первым его тренером был В. А. Кротов. Затем тренировался у В. Д. Сысоева и Г. И. Чевычалова. Проживает в настоящее время в Санкт-Петербурге.

## Достижения
Павел Коновалов — чемпион Европы 1982 года в помещении в беге на 400 метров, показав результат 47,04 с.
| Соревнование | Соревнование    | Достижение | Место | Дата            |
| ------------ | --------------- | ---------- | ----- | --------------- |
| 400 м        | Открытый воздух | 45,84 с    | Афины | 9 сентября 1982 |
| 400 м        | Зал             | 46,87 с    | Милан | 6 марта 1982    |